# Luncasprie, Bihor
Luncasprie este un sat în comuna Dobrești din județul Bihor, Crișana, România. Aici se află biserica de lemn din Luncasprie. Activează Școala Gimnazială Nr. 2 În preajmă se află lacul Vida.